# كولن هيرنغ
كولن هيرنغ (بالإنجليزية: Colin Herring)‏ هو سباح نيوزلندي، ولد في 1 مارس 1953 في أوكلاند في نيوزيلندا.

## وصلات خارجية
- كولن هيرنغ على موقع الاتحاد الدولي للسباحة (الإنجليزية)
- كولن هيرنغ على موقع اللجنة الأولمبية الدولية (الإنجليزية)
- كولن هيرنغ على موقع أوليمبيديا (الإنجليزية)
- كولن هيرنغ على موقع اللجنة الأولمبية النيوزيلندية (الإنجليزية)